# 委託
委託（いたく）とは、取り扱いや実行などを、人に頼んで代りにしてもらうこと。
- 委任は、法律行為の委託（民法第643条）。
- 準委任は、法律行為以外の事務の委託（民法第656条）。

## 行政法
事務の委託
法令で定められる法律内容が原則となっている。
- 事務の委託（地方自治法第252条の14）